# Sparta (Georgia)
Sparta – miasto w Stanach Zjednoczonych, w stanie Georgia, siedziba administracyjna hrabstwa Hancock.